# Ken de Korogo
Ken de Korogo est un chanteur de reggae ivoirien né en 1963. D'origine française, de nationalité franco-ivoirienne, il est surnommé « l'Africain blanc ».

## Biographie
Il arrive en Côte d'Ivoire à l'âge de quatre ans.

## Discographie
- 1990 : Love in Africa
- 1996 : Love
- 2002 : Tout le monde s'en fout
- 2009 : Maux d'Afrique
- 2020: Défi Africain